# Brž
Brž, prilog u hrvatskom jeziku. Praslavenskog je podrijetla i značenja je valjda, vjerojatno, možda.
Tijekom stoljeća u tom značenju javlja se u nekoliko inačica kao brž, brže i barž. U živoj uporabi u starom hrvatskom jeziku. Također živ u današnjim hrvatskim organskim govorima, kako u domovinskim krajevima, tako i u starim iseljeničkim zajednicama. Na Grobinšćini ga čakavci rabe u značenju možda. Na Hvaru (Vrboska, Stari Grad) je u obliku barž (izgovor sličan riječi baš) i značenja je vjerojatno, možda. U Novom Selu u Slovačkoj također ju rabe.
U starijih hrvatskih pisaca je u uporabi, poput Marka Marulića koji se njime u inačici barž poslužio u Juditi. Marin Držić ga rabi u Dundu Maroju a ovo vam ja brže i dotrudnih (današnji hrvatski  "a ovo vam ja vjerojatno i dosadih"), Nikola Nalješković u Komediji prvoj i ostali. Izgovor brže je naglasno sličan konstrukciji baš je.  
Najstariji hrvatski leksikografi uvrstili su prilog brž u svoje rječnike hrvatskog jezika, pa je Faust Vrančić već 1595. uvrstio brž, 1604. godine zapisao ju je Bartol Kašić u svojoj gramatici, a od leksikografa iz 18. stoljeća, tu je Ardelio Della Bella (barže).